# Marius Kasiulevičius
Marius Kasiulevičius (ur. 6 stycznia 1982 w Szyłokarczmie) – litewski koszykarz. Do stycznia 2010 roku występował w Stali Stalowa Wola.

## Przebieg kariery
- 2002-2003: Šilutė
- 2003-2004: Trinity Valley JC
- 2004-2005: Šilutė
- 2005-2009: Neptunas Kłajpeda
- 2009-2010: Stal Stalowa Wola
- 2010-obecnie Rudupis Prienu

## Sukcesy
- Mistrz Litwy (2005)
- Zwycięzca konkursu rzutów za 3 punkty ekstraklasy litewskiej (2006, 2009)

## Statystyki podczas występów w PLK
- Sezon 2009/2010 (Stal Stalowa Wola): 13 meczów (średnio 2,3 punktu oraz 1,8 zbiórki w ciągu 8,6 minuty gry)